# Karl Heinrich Maertin
Karl Heinrich „Charlie“ Maertin (* 8. November 1910 in Wilmersdorf; † 30. März 1958 ebenda) war ein deutscher Maler und Hochschullehrer.

## Leben
Karl Heinrich Maertin war der Sohn des Steinbrucharbeiters, Steinmetzmeisters und Arbeiterdichters Karl Maertin und dessen Ehefrau, der Köchin Berta Wieland. Er legte im Juni 1934 die Prüfung für das künstlerische Lehramt an höheren Schulen ab. Neben der Kunsterzieherausbildung hospitierte er in der Abteilung Kunstpädagogik der staatlichen Kunstamthochschulen in der Abteilung Freie Kunst bei Peter Fischer (Aktzeichnen) und setzte nach der Lehramtsprüfung das Studium in der Malklasse des Professor Plotke fort.
Er verdiente sich Studium und Lebensunterhalt durch gelegentliche Porträt-Aufträge, Verkauf von Zeichnungen, als Bauarbeiter, Dekorationsmaler bei der UFA, Platzanweiser in den Lichtspielhäusern der UFA und durch zeitweisen Privatunterricht.
Am 20. Mai 1938 heiratet er die Künstlerkollegin Eva Thomas. Da er politisch keine Konzessionen machte, weder in die NSDAP noch in ihre Gliederungen eintrat, bekam er keine Anstellung für das künstlerische Lehramt.
Er bekam seine Einberufung in die Wehrmacht 1938. Zunächst kam er nach Potsdam zur dreimonatigen Grundausbildung als Soldat und Funker. Von dort nahm er am Überfall auf Polen teil. 1939 wurde er nach Nordrhein-Westfalen verlegt und musste anschließend am Feldzug gegen Frankreich teilnehmen. 1942 kam er nach Russland an die Front zwischen Don und Wolga (Mittelabschnitt) und dem Dnjepr. Nach einem Lazarettaufenthalt 1943 in Schlesien wurde er noch einmal nach Potsdam verlegt, bevor er wieder an die Front musste. Während des Krieges verweigerte er jede Beförderung, auch die Offizierslehrgänge. Er blieb Obergefreiter (höchster Mannschaftsgrad).
1945 wurde Karl Heinrich Maertin von Karl Hofer an die Hochschule für bildende Künste (Hdk, heute UdK), West-Berlin, als Aktlehrer berufen. Er starb am 30. März 1958 und ist auf dem Waldfriedhof Dahlem begraben.

## Werk / Wirken
Karl Heinrich Maertins Werk umfasst rund 150 Lithographien, Gemälde und Zeichnungen. Darunter Akte, Porträts, Stillleben sowie Stadtlandschaften.
Viele der Gemälde malte er auf Pappe, da in den Nachkriegsjahren wenig Leinwandstoff vorhanden war. Zuweilen wurden diese von ihm auch doppelseitig genutzt.
Karl Heinrich Maertin beteiligte sich an diversen Ausstellungen. Im Kunstamt Schöneberg, in der Galerie Mathiessen, im Haus am Waldsee, der Galerie Schüler und er machte Einzelausstellungen im ehemaligen Antiquariat Wasmuth am Steinplatz.
Seine Gemälde Die Nürnberger Strasse und Blick aus dem Atelierfenster (der HdK) wurden in der Ausstellung des Berlin Museums 1987 zum 750. Jubiläum Berlins gezeigt.

## Rezeption
„Ein echter Maler ist Karl Maertin. Er geht ganz von der Farbe aus, seine Bilder - Stilleben, Landschaften, Köpfe und figürlichen Darstellungen sind zwar gegenständlich, aber der Mensch und das Ding sind ihm nur ein Vorwand. Was ihn interessiert, ist das Zusammenspiel grosser Farbflächen und der Klang, der sich aus ihrer Begegnung ergibt. Daher auch keine isolierenden Konturen. In einigen Arbeiten - in einer grossflächigen „italienischen Mahlzeit“ und einem kühlen kleinen „Frauenkopf“ - erinnert er an Oskar Moll und dadurch mittelbar an die französischen Nachimpressionisten. Er hat Molls malerischen Instinkt und seinen differenzierten Geschmack. Dieser Geschmack wird es ihm wohl nicht erlauben, über den eigenen Schatten zu springen und revolutionäre Taten zu vollbringen. Aber eine stetige Entwicklung ist von ihm zu erwarten.“
Ein echter Maler ist Karl Maertin. - Abschrift aus der Kunstbetrachtung von H. R. Haueisen-Conrath in der Sendung „Stimme der Kritik“ im RIAS am Sonntag, 1. März 1953, 12 bis 13 Uhr.